# Hechos 8

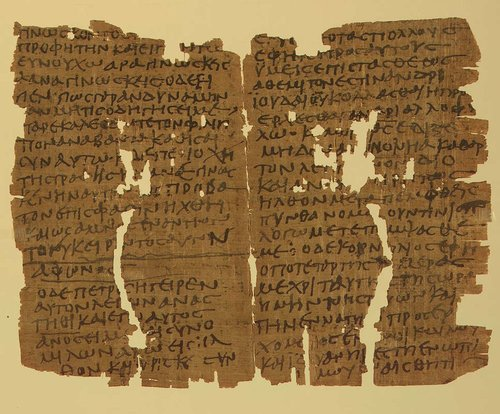
Hechos 8:26-32 en Papiro 50, escrito en el siglo III.

Hechos 8 es el octavo capítulo de los Hechos de los Apóstoles del Nuevo Testamento de la Biblia cristiana. En él se recoge el entierro de Esteban, los inicios de la Persecución cristiana, la difusión del Evangelio de Jesucristo al pueblo de Samaria y la conversión de un funcionario de Etiopía. El autor del libro que contiene este capítulo es anónimo, pero la tradición cristiana primitiva afirmó uniformemente que Lucas compuso este libro así como el Evangelio de Lucas. Partes de este capítulo (versículos 5-13 y 26-40) pueden haber sido extraídas de un «ciclo literario|ciclo de historias]] de Felipe» anterior utilizado por Lucas para reunir su material.

## Texto
El texto original fue escrito en griego koiné. Este capítulo está dividido en 40 Versículos.

### Testigos textuales
Algunos manuscritos antiguos que contienen el texto de este capítulo son:
Ÿ En griego
- Papiro 50 (siglo III; existen los Versículos 26-32)
- Codex Vaticanus (325-350)
- Codex Sinaiticus (330-360)
- Codex Bezae (c. 400)
- Codex Alexandrinus (400-440)
- Codex Ephraemi Rescriptus (c. 450)
- Codex Laudianus (c. 550)

y en latín
- Palimpsesto de León (siglo VII; completo)[3]

### Versículo 37

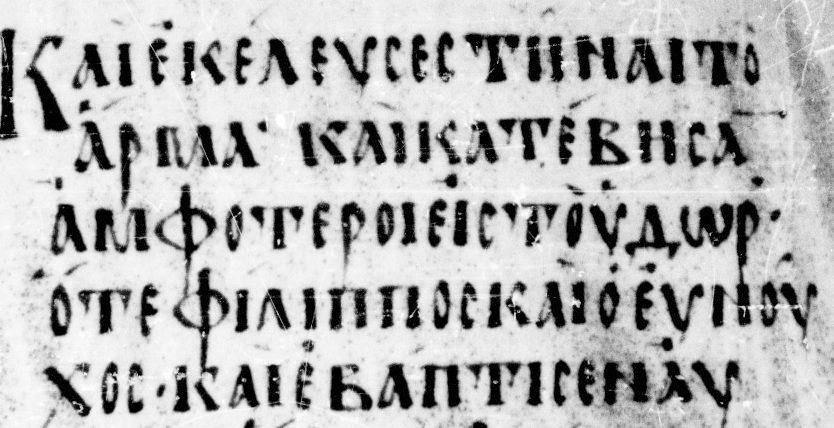
Hechos 8:38 en Codex Angelicus (Uncial 020) del siglo IX